# Șorogari, Iași
Șorogari este un sat în comuna Aroneanu din județul Iași, Moldova, România.